# Неандерталец
Неандерталецът (Homo neanderthalensis) е изчезнал вид човек, живял в Европа и Западна Азия в епохата на средния палеолит (350 000 – 24 500 г. преди новата ера).
До неотдавна повечето палеоантрополози разглеждат неандерталците като подвид Homo sapiens и ги класифицират под името Homo sapiens neanderthalensis (другият подвид според тях е Homo sapiens sapiens – анатомично съвременният човек). Днес обаче учените са единодушни: неандерталецът се различава съществено от съвременния човек, с когото се е развивал успоредно като отделен вид (виж Хайделбергски човек). Двата вида хора вероятно споделят общ предшественик, но неандерталецът не се вписва в еволюционната теория като пряк предшественик на съвременния човек.
Въпреки различията обаче е твърде вероятно в епохата след преселението на съвременни хора в Европа от Африка на места 2-рата вида да са се смесили. В небезизвестното дете от Лапидо например (the Lapedo child), открито в Португалия, чиито останки датират отпреди 24 500 г., както и в останки на съвременни хора, открити в Румъния, Пещера ку Оасе на възраст от около 30 000 г., учените откриват черти, присъщи на неандерталците в хора, които на пръв поглед изглеждат съвсем като нас. Генетичните проучвания на древна ДНК през последните години, също потвърждават тази теза.

## Археологически находки
Терминът „неандерталец“ идва от името на долината Неандертал в Западна Германия, близо до днешния гр. Дюселдорф. Там през 1856 г. в пещерата Фелдхофер са открити останките от човекоподобно праисторическо същество. Въз основа на тези находки за първи път е идентифициран видът Homo neanderthalensis. Анатомът Херман Шаафхаузен (Schaaffhausen) и местният учител по естествена история Йохан Карл Фулрот (Fuhlrott) публикуват резултатите от разкопките.
Любопитна интерпретация прави немският учен Рудолф Вирхо (Virhow) – той смята, че неговите сънародници са попаднали на скелета на болен казак, загинал в битка срещу войските на Наполеон. Според Вирхо удебелените кости над очите са развити от постоянно бърчене на вежди заради болката, която му причинявал хроничен недъг.
По-рано фосили на неандерталци са намерени в Белгия (1829 г. – детето Енгис) и Гибралтар (мината Forbes, 1848 г.)
Видовото име neanderthalensis е дадено от ирландеца Уилям Кинг, който го използва през 1863 г. на среща на Британската Асоциация и се появява в печатно издание 1 г. по-късно на страниците на „Quarterly Journal of Archeology“.
Разкопките в пещерата Тешик Таш (планината Байсунтау, Сурхандаринска област, Узбекистан, тогава СССР), проведени през 1938 – 1939 г. от археолога А. П. Окладников, разкриват череп и част от костите на неандерталско дете, на възраст 8 – 9 г. Гробът бил заобиколен с вкопани в земята рога на планински козел. В културния слой (до 1,5 м) са открити останки от животни (планински кози, див кон, мечка и елен) а също и множество каменни сечива (стъргалки, дисковидни нуклеуси и др.)
Интересен случай представлява „старият мъж от пещерата Шанидар“. През 1960-те години Ралф Солеки (Ralph Soleki) проучва обстойно праисторическия обект в долината Шанидар, Северен Ирак. Там са открити останките на възрастен неандерталец (45-50-годишен), които носят белезите на сериозни физически дефекти. Ръката му е увредена от заболяване, прекарано в детска възраст (вероятно полиомиелит). Кракът му е чупен и зараснал накриво. Ра̀нен инцидент го е лишил от око. Гробът е заобиколен с камъни.
Наред с останалите находки в него (череп на мечка и кости от други хищници) е установено наличието на значително количество полен, принадлежащ на червено цвете, което и днес расте в околностите. Този факт поражда разнообразни интерпретации и разгорещени спорове. Дали старият мъж, който очевидно не е бил способен да ловува, е играл ролята на шаман, а другите от общността са се грижели за прехраната му? Дали цветята, положени на гроба му, не са свидетелство за особена почит? Притежавали ли са неандерталците абстрактната представа за задгробния живот и присъща ли е била за тях религиозната мисъл?
От намерени на Пиренейския полуостров 50 000-годишни рисувани мидени черупки и „кутийки“ за багрила става ясно, че неандерталците са изработвали и носили гердани и украшения, рисували са телата си като символ на своя социален статус. Според Джон Спет, археолог от Мичиганския университет, Homo neanderthalensis е говорел отлично, притежавал е много по-голям мозък от съвременния човек и е достигал физическа зрялост по-рано от него. Ловувал със самоделни оръжия и погребвал починалите си близки в ембрионална поза загърнати в покривало. Вярвал е в живота след смъртта. През юли 1995 г. е намерена флейта, изработена от мечешка бедрена кост в 45-метрова пещера в Северозападна Словения на 43 000 – 67 000 години. Флейтата има четирите отвора съответстващи на четирите ноти в диатоничната скала – до, ре, ми, фа, а разстоянието помежду им е сходно с това при съвременните флейти. Намерени са по-късни подобни образци на флейти, но изработени вече от хомо сапиенс. Неандерталците са използвали 7-нотната скала, която е в основата на модерната музика.

## Анатомия
В сравнение с популациите на съвременния човек неандерталците показват ясно отличима краниофациална морфология. Ето някои от по-съществените им черти: широк и издаден нос, издължена черепна кутия, ниско чело, скосени скули, силно изразени костни дъги над очите, мощни челюсти и отсъствие на брадичка.
Разлики с анатомията на модерния човек могат да бъдат проследени и в структурата на скелета: къси крайници, едри и яки стави, дебели костни стени, широка длан с къси пръсти и мощни нокти.
Ниският ръст (до 168 см.) и конструкцията на тялото предполагат плътна мускулатура и вероятно са имали съществена роля при адаптирането към суровите условия на ледниковите периоди
(високото отношение на масата на тялото към неговата повърхност намалява относителната повърхност на топлоотдаването; подобна структура се определя с термина „хиперполярна морфология“). Обемът на мозъка е значителен: 1400 – 1600 см3 и повече.
сравнителна таблица на краниалния капацитет
|                       | стойности см.3 | средни стойности см.3 |
| шимпанзе              | 300 – 500      | ---                   |
| australopithecines    | 400 – 540      | ---                   |
| homo habilis          | 509 – 752      | 610                   |
| homo erectus          | 750 – 1250     | 958                   |
| homo neanderthalensis | 1300 – 1750    | 1500                  |
| homo sapiens sapiens  | 900 – 1880     | 1345                  |

Анатомичните особености позволяват изграждането на различни хипотези. Правят се догадки по отношение на физиологичното развитие на неандерталците – че се раждали по-зрели и се развивали по-бързо, отколкото изкопаемите хора от съвременен физически тип, както и по отношение на тяхното поведение – че са били избухливи, или че са били търпеливи и съсредоточени, ако се съди по предполагаемите особености на техния мозък и хормонален статус, реконструирани въз основа на достъпния археологически материал. Налице са признаци за интензивно влияние на стресови фактори – изтъняване на зъбния емайл, поради лошо хранене и други патологични изменения върху скелета, може би следствие от живота в тъмни и влажни пещери. Дебелите костни стени на крайниците предполагат по-слаба кръвотворна функция на костния мозък и предразположеност към анемия. Химическият анализ на телесните останки (измерване нивото на стабилни изотопи въглерод и азот в костния колаген) насочва към извода, че неандерталците са били хипермесоядни (Boherens 1991, Fizet 1995, Toussaint 1998) Оттук следва, че подобно на други месоядни видове в северните ширини, те са били принудени да изминават ежедневно големи разстояния в търсене на храна или да експлоатират местообитания с разнообразни ресурси („принцип на Гайст“, Geist 1978). Резултатите от проучванията показват недвусмислено, че става въпрос за хищничество, а не за консумация на мърша.

## Географски и хронологически граници

### Кога?
Спектърът на следите, оставени от неандерталците е широк и може да бъде разделен на три хронологични групи:„ранни“ неандерталци, живели в периода 250 000 – 130 000 г. назад във времето, неандерталци от прехода към горен палеолит, преди 130 000 – 45 000 години и късни „оцелели“ неандерталци, прехвърлили дистанцията на 45 000 г. На езика на геологията това е времето на средния и горен плейстоцен с техните ледникови периоди: Миндел, Рис и Вюрм (I-IV). Трудно е да се посочи ясно, кога се е появил „първият“ от вида – всъщност не е възможно да бъде фиксиран моментът, в който видът А се превръща във вида Б. Находките от Гран Долина (Gran Dolina), Испания, позволяват да бъде реконструиран общ предшественик на човека и неандерталеца, Homo antecessor, на възраст 800 000 години. Друга версия лансира за същата роля Homo haidelbergensis.

### Къде?
В апогея на своя разцвет групи неандерталци обитавали обширен регион, обхващащ Европа, Югозападна Азия и Източното Средиземноморие. В континентална Европа предпочитани места за заселване били закътаните долини на Северна Испания, югозападна Франция и навсякъде в европейския юг, където пещерите предлагали подслон за зимуване. Все пак ареалът се променял с настъпването и отстъплението на ледниците. Югозападна Азия ги принудила да се приспособят към сух и студен климат, където постоянното движение било ключ към оцеляването. Местните популации притежавали по-лека конструкция от своите европейски съседи. Разкопките в Далечния изток разкриват останки на Homo erectus и Homo sapiens sapiens, но neanderthalensis отсъства напълно.
Можем да си представим природата на неандерталеца. Преди началото на ледниковите периоди континентът бил покрит от тайга, в която преобладавали сребърната ела, елхата, борът и брезата. С настъплението на студа през средния плейстоцен се разпространили ландшафтните зони на тундрата и степта, покрити с мъхове, острица, върби и брези-джуджета. Вюрмското заледяване придвижило тундрата и степта на юг до Пиренеите, Алпите, Динарските планини и Кавказ. Единствено бреговете на Средиземно море запазили борови гори с широколистни примеси. Ниските температури повлияли и на животинските видове. Хипопотамите и слоновете с прави бивни, които живеели чак в Англия изчезнали, а на тяхно място дошли мамутът и косматият носорог, пещерният лъв и пещерната мечка. В горния плейстоцен тундровите животни стигнали до полуостров Крим. Стада от диви коне и бикове кръстосвали обширните степи.

## Всекидневният живот
Неандерталците живеели като ловци и събирачи на диви плодове. Техният брой може би никога не надхвърлил 100 000 индивида. Археологията позволява приблизителна възстановка на менюто им. Преследвали северните бозайници: бизон, полярна лисица, леминг, мамут, лос и северен елен. В Леринген, Германия, между ребрата на слон са открити следи от дървено неандерталско копие. В Ум Ел Тлел (Сирия), вратните прешлени на кон са пронизани от каменно острие, типично за неандерталската технология. „Крапинската яма“ в Хърватия съдържа кости от млади носорози. Очевидно ненадерталците залагали и на едър, опасен дивеч, където конкуренцията с други хищници била слаба. Ловували с дървени копия, дълги 2 – 3 метра, което подсказва умела тактика на дебнене и преследване, както и непосредствен контакт с жертвата. Зараснали фрактури на главата и крайниците са нещо обичайно. Травмите удивително напомнят тези на съвременните състезатели по родео. Освен за наситено със схватки ежедневие, те са доказателство, че грижата за болния не е била нещо необичайно за онези сурови времена.
Жоао Зилхао, професор в университета в Лисабон, каза, че неандерталците са имали способността да използват символи и да мислят абстрактно, въз основа на пещерите в Испания.

## Различни гледни точки
Съществува разпространена гледна точка, че неандерталецът например, не е издържал „конкуренцията“ със съвременния човек, в периода между 40 и 24 хиляди години назад. Успели сме да разпознаем голяма част от ДНК на неандерталеца, тя се отличава донякъде от ДНК съвременния човек. Това не поставя окончателна точка на изследванията.
Не е намерен нито един чист „еталонен“ скелет на неандерталец, даже „класическият“ неандерталец от Ла Ферраси има сапиентни признаци, но няма нито един специфичен неандерталоиден признак, който да присъства във всички неандерталци и да отсъства в съвременния човек. И въпреки всичко наличните данни за неандерталците са сходни със съвременните европейци.
Според учени от Института Макс Планк в Германия изчезването на неандерталците се обяснява със смесването с кроманьонците започнало преди около 35 – 45 хиляди години в Близкия изток. Екипът учени под ръководството на Сванте Паабе установява, че при французите частта от „неандерталски“ гени достига 4 %. Най-малко неандерталски гени имат днешните обитатели на Африка – около 1 %. Смесването на двата вида е своеобразно завръщане към общите предшественици разделили се преди около 500 000 години. Обитаващият земите северно от Средиземно море Homo heidelbergensis еволюирал в неандерталец, а останалият в Африка негов събрат се развил до Homo sapiens.